# بابلو لاجو
بابلو لاجو (بالإسبانية: Pablo Lago)‏ (31 أغسطس 1974 في إسبانيا - ) هو لاعب كرة قدم إسباني في مركز جناح ‏. لعب مع رايو فايكانو وريال سبورتينغ خيخون.

## وصلات خارجية
- بابلو لاجو على موقع قاعدة بيانات كرة القدم.إي يو (الإنجليزية)